# Бостон Ред Сокс
Бостон Ред Сокс (англ. Boston Red Sox) — професійна бейсбольна команда з міста Бостон у штаті Массачусетс. Команда член Східного дивізіону, Американської бейсбольної ліги, Головної бейсбольної ліги. Власник «Бостон Ред Сокс» це Fenway Sports Group, що також володіє англійським футбольним клубом «Ліверпуль». 
Команда заснована 1901 року в місті Бостон, (штат Массачусетс) під назвою Бостон Американс, як одна з восьми команд засновників Американської бейсбольної ліги. 1908 року команда змінила назву на Бостон Ред Сокс завдяки власнику команди, Джону Тейлору. З 1912 року домашнім полем для Ред Сокс став Фенвей Парк. Ред Сокс одна з найвідвідуваніших команд МЛБ, лише мала місткість стадіону не дозволяє команді бути найвідвідуванішою в лізі.
За всю історію клуб грав у 12 Світових серіях і виграв 8 з них у 1903, 1912, 1915, 1916, 1918, 2004 , 2007, 2013 та 2018 роках.
На початку ХХ сторіччя команда Бостона був найсильнішою в новоствореній лізі. Вигравши першу світову серію в Піттсбург Пайретс 1903 року і ще чотири до 1918 року. Однак потім Ред Сокс потрапили в один з найтриваліших безтрофейних періодів в історії бейсболу відомий як «Прокляття Бамбіно». Початком періоду вважають перехід провідного гравця Бейба Рута до стану принципового суперника Нью-Йорк Янкіз через два роки після перемоги в чемпіонаті 1918 року. «Ред Сокс» не могли перемогти у світовій серії впродовж 86 років до 2004 року. Проте за цей період «Ред Сокс» чотири рази виходили у світову серію, програші стали відомі як «Божевільний ривок» 1946 року, «Нездійсненна мрія» 1967 року, Хоум-ран Карлтона Фіска 1975 року і помилка Білі Бакнера 1986 року. Також ці роки заповнилися протистоянням Ред Сокс з Янкіз. Ред Сокс стали єдиною командою в історії ліги, яка відігралася в серії плей-оф, програючи з рахунком 0:3, коли 2004 року Янкіз вели в серії Американської ліги, але програли в сімох матчах. «Прокляття» завершилося перемогою у Світовій серії того ж 2004 року над Сент-Луїс Кардиналс. Згодом, команда виграла Світову серію у 2007, 2013, 2018 роках.